# Banda Verde
La Banda Verde (chino simplificado: 青帮; chino tradicional: 青幫, pinyin: Qīng Bāng) era una sociedad secreta china y organización criminal, que era prominente en la actividad criminal, social y política en Shanghái durante la primera mitad del siglo XX.

## Historia

### Orígenes
Como sociedad secreta, los orígenes y la historia de la Banda Verde son complejos. La sociedad tiene sus raíces en la Luojiao, una secta budista fundada por Luo Qing a durante  la dinastía Ming; a principios del siglo XVIII durante la dinastía Qing, la secta se introdujo entre los trabajadores involucrados en el transporte de grano a lo largo del Gran Canal a través de los esfuerzos de tres hermanos jurados: Weng Yan (翁岩), Qian Jian (钱坚) y Pan Qing (潘清). Los grupos luoístas se mezclaron con las sociedades preexistentes de barqueros de transporte de grano a lo largo del Canal, prestando servicios como enterramientos y albergues, y también sirvieron como organización social para los barqueros. Sin embargo, las autoridades los percibieron como una amenaza y, en 1768, el emperador Qianlong ordenó la destrucción de los templos luoístas y proscribió la secta. Esto tuvo el efecto de llevar a la secta a la clandestinidad, donde se centró en las flotas que transportaban el grano.
Durante los alzamientos del siglo XIX, incluida la Rebelión Taiping y el cambio de curso del río Amarillo alrededor de 1855, el envío de grano a lo largo del Gran Canal se vio gravemente interrumpido y finalmente terminó. Esto volvió a dispersar a los barqueros, que se unieron a rebeliones locales como las Taiping y Nian, o se trasladaron a la costa para unirse al comercio de contrabando de sal. En el norte de la provincia de Jiangsu en la década de 1870, los barqueros y los contrabandistas de sal comenzaron a organizarse en lo que se llamó Anqing Daoyou (安清道友, literalmente "Amigos del Camino de la Tranquilidad y la Pureza"), que fue el precursor directo de la Banda Verde en principios del siglo XX.

### Aparición en Shanghái
Shanghái se convirtió en un lugar favorable para la actividad criminal, y la Banda Verde, en particular, debido a varios factores. A medida que el Gran Canal cayó en desuso para los envíos de grano, sustituida por la vía marítima, Shanghái se convirtió en un punto de transbordo importante para el grano; al mismo tiempo, como uno de los puertos abiertos, era una puerta de entrada para el comercio exterior, incluido el opio. La presencia de la Concesión Internacional de Shanghái y la concesión francesa, que estaban bajo diferentes jurisdicciones y administraciones, también creó un entorno legal desarticulado que favoreció el crimen organizado. Por último, la inmigración masiva de chinos en Shanghái significaba que las asociaciones basadas en ciudades de origen ancestral común o lealtades se convirtieron en factores importantes de la vida social de Shanghái, y la Banda Verde trabajó a través de estas redes. Por ejemplo, Du Yuesheng, que se convertiría en uno de los más prominentes líderes de la Banda Verde en Shanghái, se presentó ante Huang Jinrong, el líder anterior, dado que su mentor era originario de Suzhou como Huang.

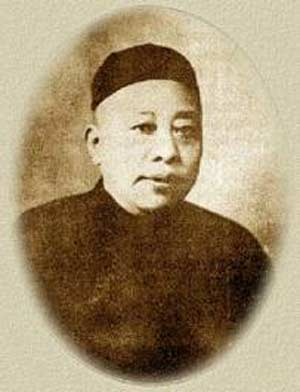
Huang Jinrong
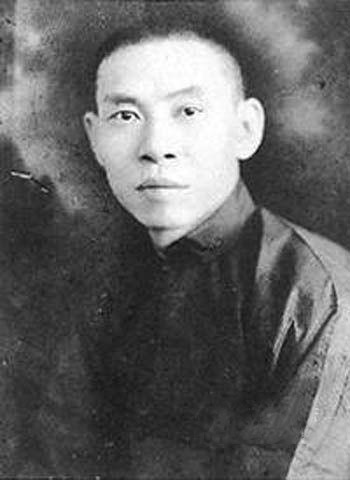
Du Yuesheng

### Dominio en Shanghái
En el siglo XX la Banda Verde había adquirido tanta riqueza y poder que se había corrompido, y controlaba incluso a empresarios de éxito. Bajo el liderazgo de Du Yuesheng, que controlaba las actividades delictivas en toda la ciudad de Shanghái. La Banda Verde (apoyada por los señores de la guerra locales) se centró en el opio, la extorsión, el juego y la prostitución. Shanghái fue considerada por algunos como la capital del vicio del mundo en ese momento.
La Banda Verde fue contratada a menudo por el Kuomintang de Chiang Kai-shek para disolver las reuniones sindicales y las huelgas laborales y también participó en la guerra civil china. Uno de los líderes de la Banda Verde, Ying Guixin, también estuvo involucrado en el asesinato de Yuan Shikai del político rival Song Jiaoren en 1913. Llevando el nombre de la Sociedad para el Progreso Común, fue - junto con otras bandas criminales - responsable del Terror Blanco de aproximadamente 5.000 huelguistas procomunistas en Shanghái en abril de 1927, que fue ordenada por el líder nacionalista Chiang Kai-shek. Chiang le otorgó a Du Yuesheng el rango de general en el Ejército Nacional Revolucionario más tarde.
La Banda Verde fue uno de los principales patrocinadores financieros de Chiang Kai-shek, que conoció a la banda cuando vivió en Shanghái de 1915 a 1923. La Banda Verde compartió sus ganancias del tráfico de drogas con el Kuomintang después de la creación de la Oficina para la Supresión del Opio. El cuñado y ministro de finanzas de Chiang Kai-shek, T. V. Soong, también se asoció con la Banda Verde para presionar a los bancos de Shanghái para que comprasen bonos nacionales. En los dos últimos años de la década de Nankín, la Banda Verde siguió presionando a las grandes empresas para que compraran bonos nacionales, como una forma de compensar la falta de impuestos corporativos establecidos por el gobierno.

### Últimos años en Hong Kong
Después del colapso del régimen de Chiang Kai-shek en 1949, la Banda Verde abandonó Shanghái y, a principios de la década de 1950, abrió refinerías de heroína en Hong Kong. En los años siguientes, la organización sufrió luchas contra los sindicatos locales por el control del mercado de la droga. A mediados de la década de 1950 había desaparecido. El control del mercado de la heroína fue luego tomado por pequeños sindicatos de la etnia Chaozhou provenientes de la cercana ciudad costera de Swatow. Utilizaron los químicos de la Banda Verde y expandieron el consumo de heroína en Hong Kong. A principios de la década de 1960 extendieron su influencia en el sudeste asiático y, a fines de la década, los químicos de Hong Kong inauguraron el primer laboratorio de alto grado núm. 4 a lo largo de la frontera entre Tailandia y Birmania, presentando la tecnología que convirtió al Triángulo dorado en el mayor productor de heroína del mundo.